# Mathon (Herefordshire)
Pour les articles homonymes, voir Mathon.
Mathon est une paroisse civile et un village du Herefordshire, en Angleterre.